# Mártires coreanos
Los Mártires Coreanos fueron víctimas de la persecución religiosa contra la Iglesia católica durante el siglo XIX en Corea. Al menos unos 8000 creyentes fueron asesinados durante esta persecución, 103 de los cuales fueron canonizados en 1984.

## Historia
La fe católica llegó a Corea al final del siglo XVIII con la lectura de varios libros católicos escritos en chino (hanja). Las más fuertes y dinámicas comunidades católicas fueron dirigidas casi enteramente por laicos hasta la llegada de la primera misión francesa en 1836. De hecho de los canonizados se incluyen a 92 laicos coreanos, y el primer sacerdote de Corea, San Andrés Kim Taegon así como a 10 misioneros franceses.
La comunidad católica sufrió las mayores persecuciones en los años de 1839, 1846 y 1866, principalmente por no participar en la tradicional veneración de los ancestros, lo que era percibido como idolatría, pero que el Estado concebía como la piedra angular de la cultura.
Políticamente, las persecuciones deben de ser vistas en el contexto de la colonización y el aumento de la penetración de los poderes europeos en los asuntos del este asiático.
103 fueron canonizados en mayo de 1984 por el papa Juan Pablo II. Rompiendo un poco con la tradición y el protocolo, ya que la ceremonia no fue en Roma, sino en Seúl.
El 16 de agosto de 2014, 124 fueron beatificados  por el papa Francisco en su visita a Seúl, Corea.

## Mártires individuales

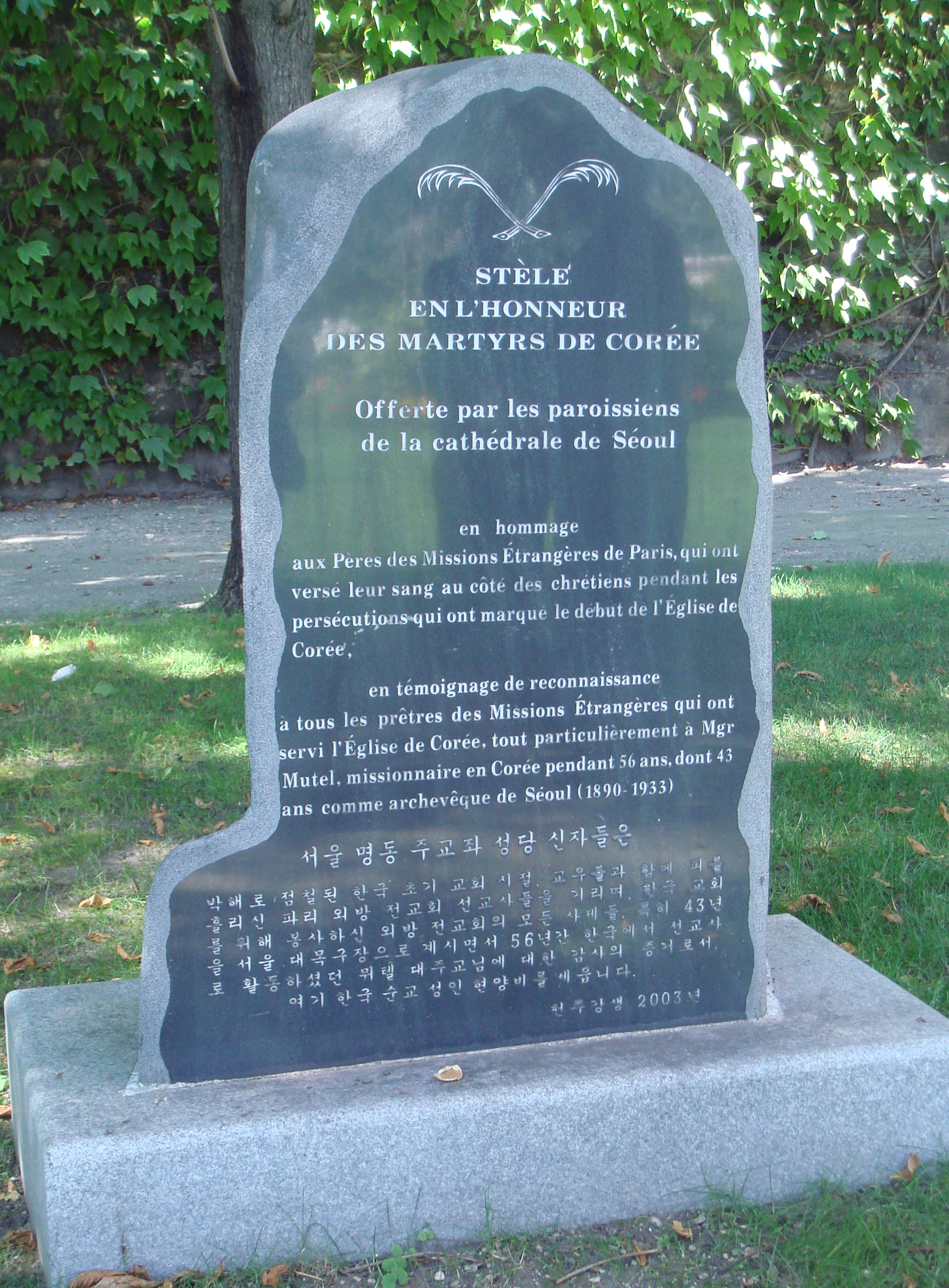
Estela en honor a los miembros de la Sociedad de las Misiones Extranjeras de París quienes fueron martirizados en Corea.

### Andrés Kim Taegon, Pablo Chong Hasang y 101 compañeros
| - Pedro Yi Hoyong - Protasius Chong Kukbo - Magdalena Kim Obi - Anna Pak Agi - Águeda Yi Sosa - Águeda Kim Agi - Augustino Yi Kwanghon - Barbara Han Agi - Lucía Pak Huisun - Damián Nam Myonghyok - Pedro Kwon Tugin - José Chang Songjib - Barbara Kim - Barbara Yi - Rosa Kim Nosa - Marta Kim Songim - Teresa Yi Maeim - Ana Kim Changgum - John Baptist Yi Kwangnyol - Magdalena Yi Yonghui - Lucia Kim Nusia - Maria Won Kwiim - Maria Pak Kunagi - Barbara Kwon Hui - Johannes Pak Hujae - Barbara Yi Chonghui - Maria Yi Yonhui - Agnes Kim Hyochu | - Francis Choe Kyonghwan - Laurent-Joseph-Marius Imbert - Pierre-Philibert Maubant - Jacques-Honoré Chastan - Pablo Chong Hasang - Augustine Yu Chinkil - Magdalena Ho Kyeim - Sebastian Nam Igwan - Kim Iulitta - Agatha Chon Kyonghyob - Charles Cho Shinchol - Ignatius Kim Chejun - Magdalena Pak Pongson - Perpetua Hong Kimju - Columba Kim Hyoim - Lucia Kim Kopchu - Catherine Yi - Magdalena Cho - Peter Yu Taechol - Cecilia Yu Sosa - Barbara Cho Chungi - Magdalena Han Yongi - Peter Choe Changhub - Benedicta Hyong Kyongnyon | - Elizabeth Chong Chonghye - Barbara Ko Suni - Magdalena Yi Yongdok - Teresa Kim - Agatha Yi - Stephan Min Kukka - Andrew Chong Hwagyong - Paul Ho Hyob - Augustine Pak Chongwon - Peter Hong Pyongju - Magdalena Son Sobyok - Agatha Yi Kyongi - Maria Yi Indok - Agatha Kwon Chini - Paul Hong Yongju - Johannes Yi Munu - Barbara Choe Yongi - Anthony Kim Songu - Andrés Kim Taegon (Andrew Kim Taegon) - Charles Hyon Songmun - Peter Nam Kyongmun - Lawrence Han Ihyong - Susanna U Surim - Joseph Im Chipek - Teresa Kim Imi - Agatha Yi Kannan - Peter Yu Chongnyul | - Catherina Chong Choryom - Siméon-François Berneux - Simon-Marie-Just Ranfer de Bretenières - Pierre-Henri Dorie - Bernard-Louis Beaulieu - John Baptist Nam Chongsam - John Baptist Chon Changun - Peter Choe Hyong - Mark Chong Uibae - Alexis U Seyong - Marie-Nicolas-Antoine Daveluy - Martin-Luc Huin - Pierre Aumaitre - Joseph Chang Chugi - Lucas Hwang Soktu - Thomas Son Chason - Peter Cho Hwaso - Peter Son Sonji - Peter Yi Myongso - Joseph Han Wonso - Peter Chong Wonji - Joseph Cho Yunho - Juan Yi Yun-il |

### Paul Yunji Chung y 123 compañeros (beatificados en 2014)
| - Paul Yun Ji Chung - Jacob Gwon Sangyeon - Peter Won Sijang - Paul Yun Yuil - Matthew Choe Ingil - Sabas Jihwang - Paul Yi Dogi - Francis Bang - Lawrence Pak Chwideuk - Jacob Won Sibo - Peter Jeong Sanpil - Francis Bae Gwangyeom - Martin In Eonmin - Francis Yi Bohyeon - Peter Jo Yongsam - Barbara Simagi - Johannes Choe Changhyeon - Augustine Jeong Yakjong - Francis Xavier Hong Gyoman - Thomas Choe Pilgong - Luke Hong Nakmin - Marcellinus Choe Changju - Martin Yi Jungbae - Johannes Won Gyeongdo - Jacob Yun Yuo - Barnabas Kim Ju - Peter Choe Pilje - Lucia Yun Unhye - Candida Jeong Bokhye - Thaddeus Jeong Inhyeok - Carol Jeong Cheolsang | - Jacob Chu Munmo - Paul Yi Gukseung - Columba Gang Wansuk - Susanna Gang Gyeongbok - Matthew Kim Hyeonu - Bibiana Mun Yeongin - Juliana Kim Yeoni - Anthony Yi Hyeon - Ignatius Choe Incheol - Agatha Han Sinae - Barbara Jeong Sunmae - Agatha Yun Jeomhye - Andrew Kim Gwangok - Peter Kim Jeongduk - Stanislaus Han Jeongheum - Matthew Choe Yeogyeom - Andrew Gim Jonggyo - Philip Hong Pilju - Augustine Yu Hanggeom - Francis Yun Jiheon - Johannes Yu Jungcheol - Johannes Yu Munseok - Paul Hyeon Gyeheum - Francis Kim Sajip - Gervasius Son Gyeongyun - Carol Yi Gyeongdo - Simon Kim Gyewan - Barnabas Jeong Gwangsu - Anthony Hong Ikman - Thomas Han Deokun - Simon Hwang Ilgwang | - Leo Hong In - Sebastian Kwon Sangmun - Lutgrada Yi Suni - Matthew Yu Jungseong - Pius Kim Jinhu - Agatha Magdalena Kim Yundeok - Alexis Kim Siu - Francis Choe Bonghan - Simon Kim Gangi - Andrew Seo Seokbong - Francis Kim Huiseong - Barbara Ku Seongyeol - Anna Yi Simi - Peter Ko Seongdae - Joseph Ko Seongun - Andrew Kim Jonghan - Jacob Kim Hwachun - Peter Jo Suk - Teresa Kwon - Paul Yi Gyeongeon - Paul Pak Gyeonghwa - Ambrose Kim Sebak - Richard An Gunsim - Andrew Yi Jaehaeng - Andrew Pak Saui - Andrew Kim Sageon - Job Yi Ileon - Peter Sin Taebo - Peter Yi Taegwon - Paul Jeong Taebong | - Peter Gim Daegwon - Johannes Cho Haesong - Anastasia Kim Joi - Barbara Kim Joi - Anastasia Yi Bonggeum - Brigida Choe - Protasius Hong Jaeyeong - Barbara Choe Joi - Magdalena Yi Joi - Jacob Oh Jongrye - Maria Yi Seongrye - Thomas Jang - Thaddeus Ku Hanseon - Paul Oh Banji - Mark Sin Seokbok - Stephan Kim Wonjung - Benedict Song - Peter Song - Anna Yi - Felix Peter Kim Giryang - Matthias Pak Sanggeun - Anthony Jeong Chanmun - Johannes Yi Jeongsik - Martin Yang Jaehyeon - Peter Yi Yangdeung - Luke Kim Jongryun - Jacob Heo Inbaek - Francis Pak - Margarita Oh - Victor Pak Daesik - Peter Joseph Yun Bongmun |

## Fuente
- Attwater, Donald and Catherine Rachel John. The Penguin Dictionary of Saints. 3rd edition. New York: Penguin Books, 1993. ISBN 0-14-051312-4.